# Takis
Takis é uma marca mexicana de batatas fritas de tortilha enroladas com sabor da Barcel, uma subsidiária do Grupo Bimbo. Com um estilo semelhante ao do taquito, estão disponíveis em vários sabores, sendo o mais vendido o sabor "Fuego" de piri-piri e lima, vendido em sacos roxos distintos. Para além das batatas fritas de milho laminadas, a Takis produz outros snacks com as mesmas linhas de sabor, incluindo diferentes variedades de batatas fritas, "stix" de milho, pipocas e amendoins.
A Takis foi inventada no México em 1999 e introduzida nos Estados Unidos em 2004 e no Canadá em 2015. Inicialmente, a Barcel pretendia direcionar os Takis para um grupo demográfico hispânico, mas a sua popularidade espalhou-se rapidamente entre a Geração Z e a Geração Alfa.

## Sabores
Os Takis são preparados numa variedade de sabores, incluindo:
- Angry Burger, uma hamburguesa picante com sabor a pepinillo (empaque verde)[1]
- Authentic Taco", um sabor picante de taco (embalagem verde)
- Spicy BBQ", um sabor a barbecue picante (embalagem castanha)
- Blue Flame", um sabor a barbecue extremo (embalagem azul)
- Blue Heat", um sabor picante a Chile (pimento) (embalagem azul)
- Cobra" (embalagem vermelha)
- Crunchy Fajitas", um sabor a fajita de frango com aspeto amarelado (embalagem verde)
- Dragon Sweet Chili", um sabor doce e picante com um aspeto vermelho-alaranjado baço (embalagem preta)
- Fuego", um sabor picante de malagueta e lima. É o mais picante de todas as variedades, bem como o sabor mais popular (embalagem roxa).
- Blue Fire", um snack picante revestido de um misterioso pó de especiarias azul, com um sabor semelhante ao de "Fire". Este sabor foi lançado nos EUA em 2019 como "Blue Heat" (embalagem azul).
- Guacamole", um snack picante coberto com um molho tipo guacamole (embalagem branca).
- Nacho Intense", um sabor de queijo não picante e o primeiro sabor não picante da Takis (embalagem laranja)
- Kaboom", um sabor a ketchup e sriracha (embalagem roxa, vermelha e branca)
- Lava", sabor a queijo e chipotle (embalagem cor de laranja)
- 'Ninja Teriyaki', um sabor picante de teriyaki (embalagem amarela)
- Nitro", um sabor a malagueta habanero (embalagem preto-vermelho)
- Original", um snack ligeiramente picante (embalagem verde)
- Outlaw", um sabor picante de churrasco (embalagem vermelho-escura)

## Outros produtos
Em julho de 2020, a Razor lançou a sua scooter concebida com a marca Takis. Também nesse mês, a Totino's lançou o Totino's Takis Fuego Mini Snack Bites, que consiste em rolos de pizza cobertos com tempero Takis Fuego. Em outubro de 2020, a Takis introduziu o Takis Hot Nuts, com amendoins numa casca crocante revestida com tempero Takis. Seus sabores incluem Fuego, Flare e Smokin' Lime. Em 2021, o Grupo Bimbo expandiu o portfólio de lanches Takis para incluir:
- Takis Waves, batata frita com sulcos[5]
- Takis Watz, snack de queijo[5]
- Takis POP!, pipocas prontas a comer[5]
- Takis Stix, snack de milho[5]
- Takis Crisps, batata frita em forma de Pringles[6]
- Takis Kettlez, snack de batatas fritas cozinhadas em chaleira
- Takis Hot Nuts", amendoins cobertos por um snack de milho estaladiço
- Takis Chippz", batatas fritas de corte fino

## Preocupações com a saúde
Tem havido várias alegações na Internet de que os Takis e outros aperitivos picantes causam úlceras e cancro. Embora as alegações acima mencionadas tenham sido confirmadas como falsas, cientistas e médicos atribuíram gastrite e outros problemas relacionados com o estômago aos Takis, embora isso só tenha sido registado quando se ingere uma quantidade excessiva do snack. A gastrite crónica pode causar úlceras e cancro do estômago.